# Claude McKay
Pour les articles homonymes, voir McKay.
Claude McKay, né le 15 septembre 1889 ou 1890 et mort le 22 mai 1948, est un romancier et poète jamaïcain, naturalisé américain.
Il a fait partie du mouvement littéraire de la Renaissance de Harlem (Harlem Renaissance). Il est l'auteur de trois romans : Home to Harlem en 1928 (Ghetto noir), un best-seller qui lui valut le Harmon Gold Award for Literature, Banjo en 1929, et Banana Bottom en 1933. Claude McKay est aussi l'auteur d'un recueil de nouvelles, Gingertown en 1932 et de deux autobiographies, A Long Way from Home en 1937 et My Green Hills of Jamaica, publié après sa mort. Sa poésie, lyrique, nostalgique, et sociale, en fait un auteur majeur de la littérature afro-américaine de la première moitié du XXe siècle. Il fut un grand voyageur, passant la majeure partie de sa vie entre les États-Unis, l'Europe et le Maroc. Il visita longuement l'URSS après la révolution d'Octobre. Marqué par le racisme et la ségrégation, il était un auteur engagé dans les milieux révolutionnaires et activistes en faveur des droits civiques, mais il resta toujours critique des appareils politiques. Malade et sans illusion, il se convertit au catholicisme à la fin de sa vie.

## Biographie

### Enfance et jeunesse en Jamaïque
Claude McKay (Festus Claudius McKay) est né à James Hill, Clarendon, Jamaïque. Il est le cadet d'une famille nombreuse de onze enfants. Il est le fils de Thomas McKay, un propriétaire foncier et de Hannah Ann Elizabeth McKay.
Il attire l'attention de Walter Jekyll (en) qui l'aide à publier son premier recueil de poésie, Songs of Jamaica, en 1912. Il s'agit du premier recueil comportant des textes écrits en créole jamaïcain. McKay publie la même année Constab Ballads, une évocation de son expérience comme officier de police.

### Les États-Unis
Grâce à l'obtention d'une bourse, il peut partir aux États-Unis en 1912 pour étudier l’agronomie au Tuskegee Institute de Booker T. Washington. Il éprouve un véritable choc en se trouvant confronté au racisme et aux lois ségrégationnistes (lois Jim Crow)  en vigueur à Charleston (Caroline du Sud) où par exemple beaucoup de bâtiments publics sont interdits aux Noirs. Ne s'accommodant ni de ces pratiques ségrégationnistes ni de « l'existence mécanique et semi-militaire » qu'il rencontre à l'Institut, il le quitta rapidement pour aller étudier à l'université du Kansas. Son engagement politique date de cette époque. La lecture de Les Âmes du peuple noir (Souls of Black Folk) de W. E. B. Du Bois le marque profondément. Malgré de bons résultats à ses examens en 1914, Claude McKay décide qu'il ne veut pas devenir agronome et se rend à New York avec l'ambition de devenir poète.

### Harlem
À New York, il épouse son amour d'enfance Eulalie Lewars ; mais celle-ci se lasse vite de la vie new-yorkaise et retourne en Jamaïque au bout de six mois. McKay doit attendre plusieurs années avant de parvenir à publier deux poèmes en 1917 dans Seven Arts sous le nom de Eli Edwards. Il continue pendant ce temps à travailler comme serveur dans les trains.

### L'activiste
À New York, il fréquente la bohème blanche et révolutionnaire de Greenwich Village. En 1919, il rencontra Max Eastman et Crystal Eastman, les éditeurs de The Liberator. Il participe à l'équipe de The Liberator jusqu'en 1922. Il y publie l'un de ses plus fameux poèmes, If We Must Die pendant l'Été rouge de 1919, une période d'intenses violences raciales contre les Noirs américains.
McKay rejoint un groupe de militants noirs radicaux en désaccord aussi bien avec le nationalisme noir de Marcus Garvey qu'avec le réformisme de la NAACP. Le groupe inclut des Noirs antillais comme Cyril Briggs (en), Richard B. Moore (en), Wilfrid Domingo. Ils veulent lutter pour le principe d'autonomie noire au sein d'un mouvement socialiste révolutionnaire. Ensemble, ils fondent une organisation secrète semi-clandestine, l'African Blood Brotherhood. Cependant Claude Mckay quitte le groupe assez rapidement en raison de son départ pour Londres.
Hubert Harrison, un syndicaliste noir, avait demandé à Claude McKay d'écrire des articles pour le journal du mouvement de Marcus Garvey, The Negro World. Mais seuls quelques exemplaires du journal ont été préservés et aucun ne contient d'article de Claude McKay.

### Londres
À Londres, il avait l'habitude de fréquenter un club de soldats sur Drury Lane et l'International Socialist Club à Shoreditch. C'est à cette période que son engagement socialiste s'approfondit. Il lut Marx assidument. À ce club, il rencontra Shapurji Saklatvala, A. J. Cook (en), Guy Alfred, Jack Tanner (en), Arthur McManus, William Gallacher, Sylvia Pankhurst et George Lansbury. On lui proposa rapidement d'écrire pour le journal, The Workers' Dreadnought.
En 1920, le Daily Herald, un journal socialiste publié par George Lansbury, publie un article raciste écrit par E.D. Morel. Sous le titre « Fléau noir sur l'Europe : la France laisse libre cours à la terreur sexuelle sur le Rhin », cet article évoque l'hypersexualité des peuples africains. Indigné, McKay rédige un droit de réponse, que Lansbury refuse de publier. La réponse parait finalement dans le Workers' Dreadnought. C'est le début de la collaboration régulière de McKay avec ce journal et la Fédération Socialiste des Travailleurs (Worker's Socialist Federation), un groupe de communistes conseillistes actifs dans l'East End à Londres, et qui, à tous les niveaux de son organisation, comporte une majorité de femmes. Il devient un journaliste salarié pour le journal ; certains affirment qu'il fut le premier journaliste noir en Grande-Bretagne. À la même époque, certains de ses poèmes paraissent dans le Cambridge Magazine édité par C. K. Ogden.
Quand la féministe Sylvia Pankhurst est arrêtée selon les dispositions du « Defense of the Realm Act » pour avoir publié des articles « susceptibles de provoquer de manière préméditée la sédition au sein des forces militaires de sa Majesté dans la marine et au sein de la population civile », la chambre de McKay est perquisitionnée. Il est probablement l'auteur du texte Le Péril Jaune et les Dockers, attribué à Leon Lopez, qui fait partie des articles cités par le gouvernement dans son acte d'accusation contre le Workers' Dreadnought.

### En Russie
En novembre 1922, il assiste au quatrième congrès de l'Internationale communiste. Bien accepté par le public russe, il voyage dans tout le pays pendant six mois et donne des conférences sur l'art et la politique. Plusieurs de ses articles sont réédités en URSS dans la presse soviétique sous le titre Negroes in America (1923) et offrent une interprétation marxiste de l'histoire des Afro-Américains.
Durant son séjour il rencontre par plusieurs fois Léon Trotski qu'il considère comme le meilleur leader communiste. Trotski lui répondra au sujet de la « Question noire ».
Peu à peu, malgré son affection pour le peuple russe et son admiration pour Trotski, il prend des distances envers le communisme.

### Vie en France et reconnaissance littéraire
Lorsque McKay quitte l'Union soviétique, il se rend à Berlin, puis Paris où il fréquente les milieux culturels dont le salon littéraire de  Jeanne et Paulette Nardal  à Clamart. Il y rencontre notamment le Martiniquais Aimé Césaire, alors étudiant. Entre Berlin et Paris, il fait également la connaissance d'Alain Locke, de Jessie Redmon Fauset et de Jean Toomer. C'est à cette période que débutent tant les problèmes de santé et les problèmes financiers qui marqueront le reste de sa vie.
En janvier 1924, avec l'aide financière d'amis, il déménage dans le Sud de la France pour récupérer de maladies répétées et terminer le roman Color Scheme. Ce manuscrit est finalement brûlé par McKay après qu'il a été refusé par plusieurs éditeurs. Malgré des divergences politiques significatives, Alain Locke sélectionne quelques-uns des poèmes de McKay pour le recueil Survey Graphic qui a servi de base pour The New Negro (1925).
En 1928, McKay qui vit toujours en France publie son roman considéré comme le plus fameux, Home to Harlem, qui remporte le Hamon Gold Award for Literature (en). Une traduction française due à Louis Guilloux paraît en 1932. Le roman, qui décrit la vie dans les rues de Harlem, va avoir un impact majeur sur les intellectuels noirs de la Caraïbe, de l'Afrique de l'Ouest et en Europe.
Ce roman attire pourtant les foudres de l'un des héros de Claude McKay, W. E. B. Du Bois. Pour Du Bois, les descriptions franches de la sexualité et de la vie nocturne à Harlem dans le roman ne font que satisfaire « les exigences de lascivité des éditeurs et des lecteurs blancs à la recherche de descriptions de la licence noire ». Du Bois ajoute :  « Home to Harlem… dans l'ensemble me donna la nausée, et après ses morceaux les plus sales, je ressentis distinctement le besoin de prendre un bain ». Les critiques modernes rejettent aujourd'hui cette critique de Du Bois, qui se souciait plus de l'utilisation de l'art comme moyen de propagande dans la lutte de libération politique des Afro-américains que dans sa valeur artistique comme représentation de la véritable vie des Noirs.
Son deuxième roman, Banjo publié en 1929, est un commentaire sur le colonialisme qui se concentre sur la vie d'un groupe hétéroclite de vagabonds d'origines diverses qui vivent sur le front de mer de Marseille.

### Le Maroc, Barcelone
Après avoir déménagé au Maroc, McKay publie Gingertown en 1932, une compilation d'histoires courtes se déroulant en Jamaïque et aux États-Unis.
En 1933, il publie son dernier roman Bas Banana, une histoire romantique qui se déroule en Jamaïque et qui explore les conflits à la fois individuels et culturels entre le colonisateur et la population. Aucun de ces romans n'a connu le même succès que Home to Harlem.

### Fin de vie et conversion aux États-Unis
En 1934, McKay gravement malade et ruiné retourne aux États-Unis. Il s'efforce néanmoins de prolonger son œuvre littéraire malgré les difficultés à trouver des éditeurs. Il écrit de nombreux articles pour diverses revues. Il publie son autobiographie en 1937 : A Long Way from Home.
Déçu par le mouvement communiste, il publie en 1940 Harlem: Negro Metropolis, un traité anti-communiste appelant à un plus fort leadership de la communauté afro-américaine. En 1944, McKay se convertit au catholicisme et épouse la doctrine sociale de l'Église catholique.
Pendant les dernières années de sa vie il rédige une autobiographie de sa jeunesse intitulé My Green Hills of Jamaica publié à titre posthume en 1979.
Il meurt d'une crise cardiaque à Chicago (Illinois) le 22 mai 1948 à l'âge de 59 ans.
Son recueil de poèmes Selected Poems est publié à titre posthume en 1953.

## Œuvres de Claude McKay
- Constab Ballads (1912)
- Songs of Jamaica (1912)
- Spring in New Hampshire (1920)
- Harlem Shadows (1922)
- Soviet Russia and the Negro, essai paru dans The Crisis, 1923[16]
- Home to Harlem (1928).
- Banjo : A Story without a Plot (1929).
- Gingertown, (1932)
- Banana Bottom (1933).
- Romance in Marseille (1933).
- A Long Way from Home (1937).
- Harlem : Negro Metropolis (1940).
- Selected Poems (1953)
- The Lynching (1889-1948)

## Traductions françaises
- Banjo, une histoire sans intrigue, traduction de Banjo : A Story without a Plot  par Michel Fabre (avec postface), éditions de L’Olivier, 2015 (reprise légèrement remaniée d'une édition précédente aux Éditions André Dimanche, 1999). Première traduction de Ida Trent et Paul Vaillant-Couturier, chez Rieder en 1931.
- Romance in Marseille, traduction de Françoise Bordarier et Geneviève Knibiehler, Héliotropismes, 2021.
- Un sacré bout de chemin, traduction A Long Way from Home par Michel Fabre, Héliotropismes, 2022 (reprise de l'édition aux Éditions André Dimanche, 2001).
- Dîner à Douarnenez, écrit en 1925, inédit, traduction de Jean-Max Guieu, Héliotropismes, 2024.
- Retour à Harlem, traduction de Home to Harlem par Marie Brazilier & Romain Guillou, éditions Nada, 2022. Première traduction de Louis Guilloux, chez Rieder en 1932, sous le titre de Quartier noir.
- Les brebis noires de Dieu, traduction de Amiable with big teeth (1934), par Jean-Baptiste Naudy, Nouvelles éditions Place, 2022.
- Banana Bottom. Traduction  par F. W. Laparra, chez Rieder en 1934.

## Prix et distinctions
- 1912 : Récipiendaire de la Musgrave Medal, décernée par The Jamaican Institute of Arts and Sciences pour ses recueils de poésie, "Songs of Jamaica" et "Constab Ballads"[17].
- 1929 : Lauréat du Harmon Foundation Award pour Harlem Shadows et Home to Harlem.

## Postérité
Dans les années 1990, le libraire et éditeur André Dimanche, dont les locaux sont situés dans ceux de l'ancienne revue des Cahiers du Sud, réédite Banjo et fait valoir l'intérêt documentaire du roman à travers l'éclairage social et politique qu'il porte à l'attention du lecteur d'aujourd'hui. Selon lui, Banjo tranche sur les représentations qui nimbent la ville de Marseille et, en cela, les actualise : « dans l'imaginaire, le Marseille des années trente, c'est Pagnol et le Bar de la Marine. Les personnages et les situations de Pagnol ont vieilli ; il en reste un charme, mais un tantinet désuet. Avec Banjo, nous nous trouvons dans des situations actuelles ; l'écrivain a réussi à saisir les permanences de cette ville ».
En 2015, le "passage Claude McKay" est baptisé officiellement à Marseille sur le Vieux Port, à l'emplacement de l'ancienne rue Bouterie où se déroulait son roman Banjo (1929).
En 2021, l’éditeur marseillais Héliotropismes publie Romance in Marseille. La même année sort le premier documentaire sur l’écrivain « Claude McKay de Harlem à Marseille » réalisé par Matthieu Verdeil.Dans la foulée, Retour à Harlem, son best-seller de 1928 est traduit en français (ed. Nada), ainsi qu’un autre inédit Les brebis noires de Dieu (Nouvelles éditions Place) et son roman culte Banjo ressort aux éditions de l’Olivier. Puis en 2024, c’est un nouvel inédit, le recueil de nouvelles « Dîner à Douarnenez » qui sort chez Héliotropismes.
La Banjo Society, groupe international de recherche universitaire consacré à l’étude, la traduction et la diffusion de l’œuvre de Claude McKay est créé à l’Université d’Aix-Marseille. Un important colloque a lieu en décembre 2023, réunissant des nombreux universitaires internationaux. Un spectacle intitulé « KAY! Lettres à un poète disparu » est créé en 2023 par Lamine Diagne et Matthieu Verdeil, ainsi que le collectif KAY, qui propose des performances participatives.Toutes ces propositions s’inscrivent dans le cadre des années McKay 100 ans après 2023-2028 qui marquent le centenaire de son séjour en France 1923-1928 et l’actualité de sa pensée. La manifestation est marrainée par Christiane Taubira,.